# 피라미디온

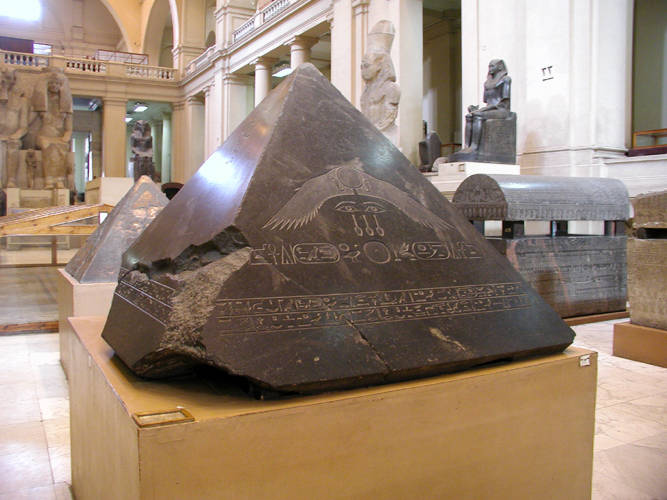
다슈르에 있는 아메넴하트 3세 피라미드 의 근접 촬영. 이집트 박물관, 카이로

피라미디온 (pyramidion)은 이집트 피라미드나 오벨리스크의 최상층부에 올려두는 관석 (冠石, 머릿돌)을 말한다. 고대 이집트어로는 벤베넷 (benbenet)이라고 불렀으며, 피라미드 전체를 고대 이집트 신화에서 '원초의 언덕'이라 불리는 벤벤과 연관지어, 피라미디온을 벤벤석 (-石)이라 부르기도 하였다.
피라미디온은 석회암, 사암, 현무암, 화강암 등으로 만드는 경우가 대부분이었으며, 간혹 구리나 금, 호박금 등의 금속류로 제작되는 경우도 있었다. 중왕국 시대 이후에는 국왕의 칭호와 종교적 상징을 새겨두는 경우가 많았다.

## 현존 유물

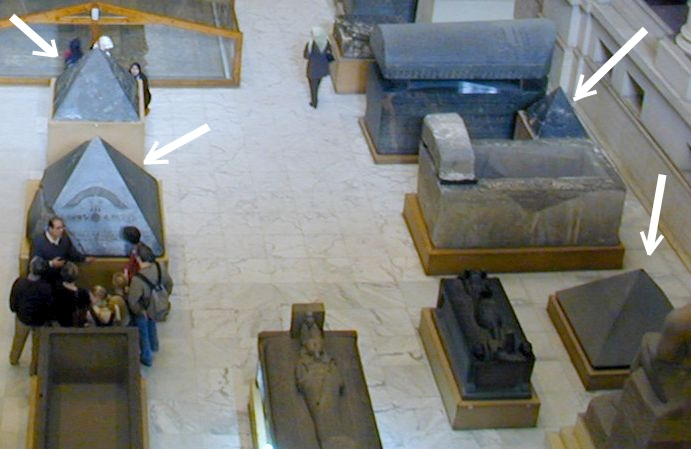
카이로 이집트 박물관의 피라미디온

### 이집트 박물관
카이로 이집트 박물관 본관에는 피라미디온 4점이 전시되고 있다.
- 다슈르 아메넴하트 3세 무덤, 소위 검은 피라미드의 피라미디온[8]
- 사카라 켄제르 피라미드의 피라미디온
- 사카라에 있었던 것으로 추정되는 메르네페레아이 피라미드의 피라미디온[9]
- 남사카라 남부 피라미드의 피라미디온

### 붉은 피라미드

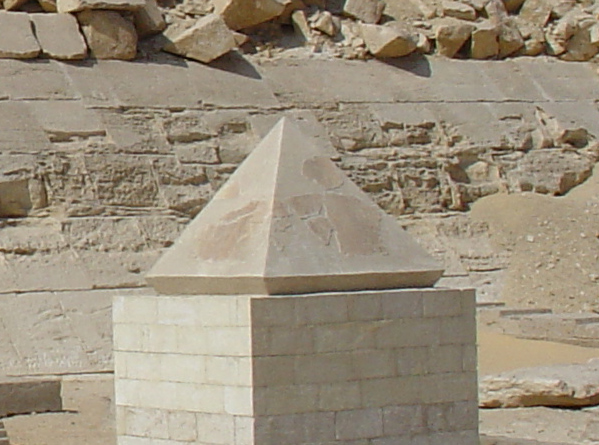
다슈르 붉은 피라미드 옆에 복원 전시중인 피라미디온

이집트 다슈르에 위치한 스네프루의 붉은 피라미드에는 흰색 투라 석회암으로 제작된 피라미디온이 전시되고 있다. 보존상태는 좋지 않으며 복원된 부분의 비중이 큰 비율을 차지하고 있다. 다만 피라미디온의 경사각이 피라미드 자체의 경사각보다 더욱 가파르다는 점에서 그 진위여부에 의문을 표하는 학자도 있다.

## 민간인 무덤의 피라미디온
신왕국 시대에는 일부 민간인 지하무덤의 표면에 작은 벽돌로 피라미드를 쌓아올렸는데 여기에도 피라미디온을 올려두었다. 피라미디온의 사면에는 파라오의 현현으로 묘사된 태양신 숭배에 관한 비문과 벽화가 새겨졌다.
벽화는 낮과 밤의 모습이 그려져 있는데, 낮에는 한쪽에서 뜨고 다른쪽으로 넘어가는 태양의 경로를 묘사하였으며 밤에는 오시리스가 통치하는 지하 세계를 묘사하였다.

### 모세의 피라미디온
이집트 신왕국 제19왕조 (기원전 1250년경)의 서기였던 모세 (Mose)의 피라미디온은 53cm 크기에 석회암으로 제작되었으며 한쪽 면에는 제물을 바치는 자신을, 그 두 옆면에는 자신의 이름을 새겨 놓았다. 반대쪽 면에는 개코원숭이를 그려놓았는데 해가 뜨고 낮이 시작되면서 비명을 지르는 자세를 취하고 있다. 개코원숭이는 서기의 신 토트를 나타낼 때 쓰이기도 한다.

### 프타헴비아의 피라미디온
제19왕조 (기원전 1200년경) 프타헴비아의 피라미디온은 너비 28cm, 높이 42cm 규모에 석회암으로 제작되었으며 마찬가지로 태양신에 관한 벽화가 새겨져 있다. :252 한쪽 면에는 태양신 레호라크티와 지하세계의 신 오시리스가 그려져 있다.
인접면에는 죽은자가 되어 두 신을 마주하고 있는 프타헴비아가 공양하는 자세를 취하고 있으며 세 개의 상형문자열도 같이 새겨져 있다. :252

### 사진

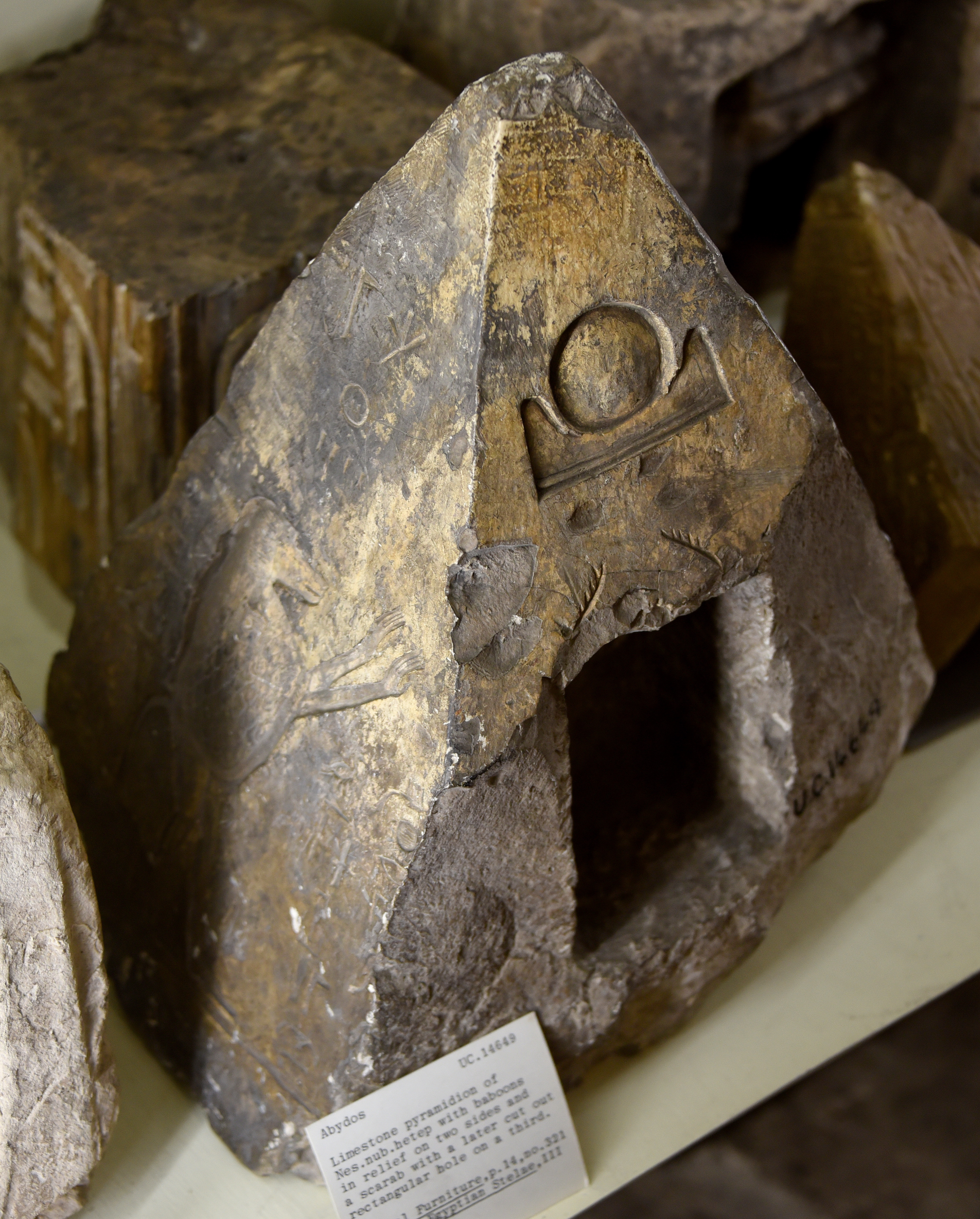
제26왕조 아비도스 대에 제작된 네스누보텝의 피라미디온. 풍뎅이와 개코원숭이가 새겨져 있다.
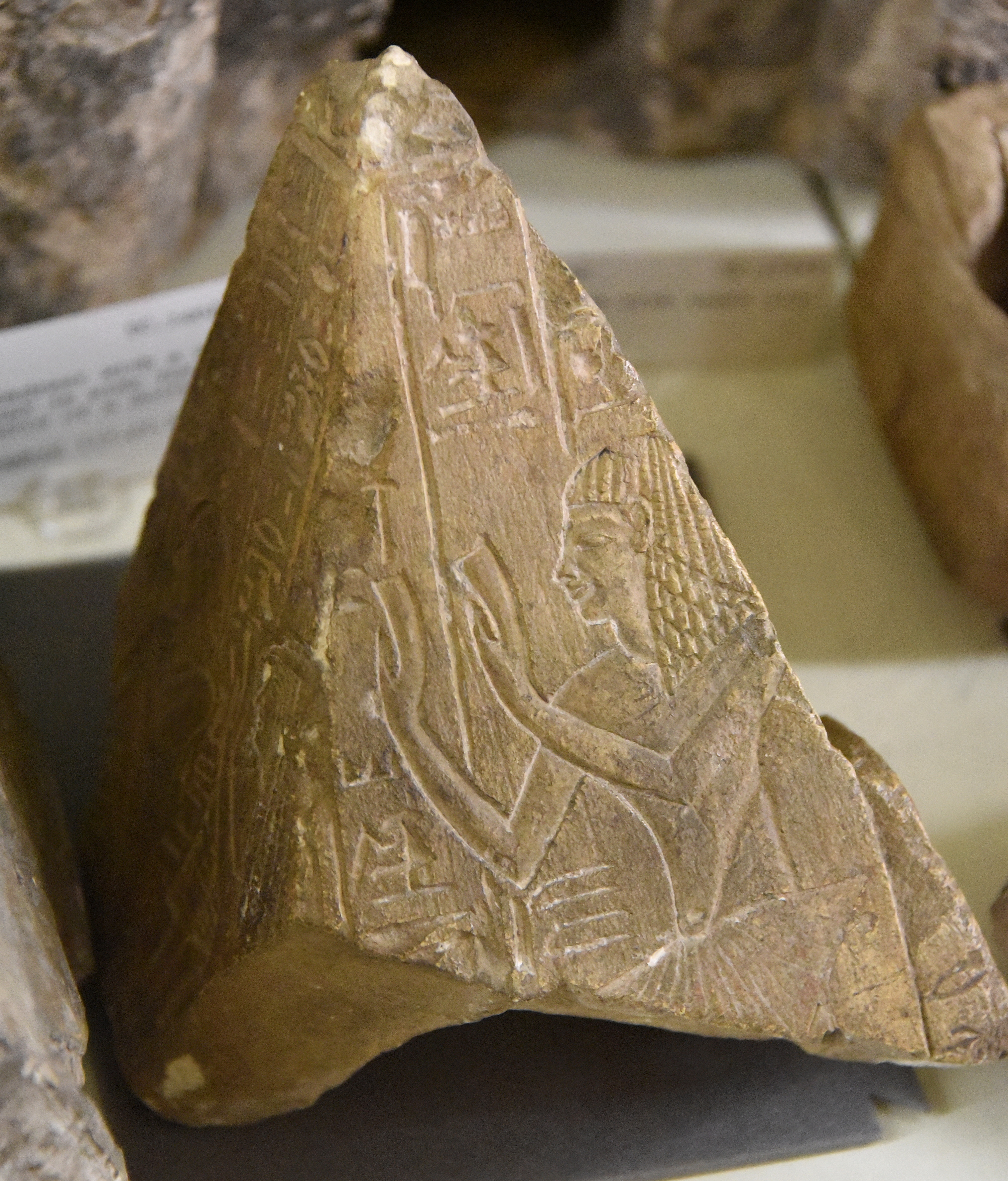
제19왕조 네바문의 석회암 피라미디온. 데르 엘메디나에서 출토된 것으로 추정
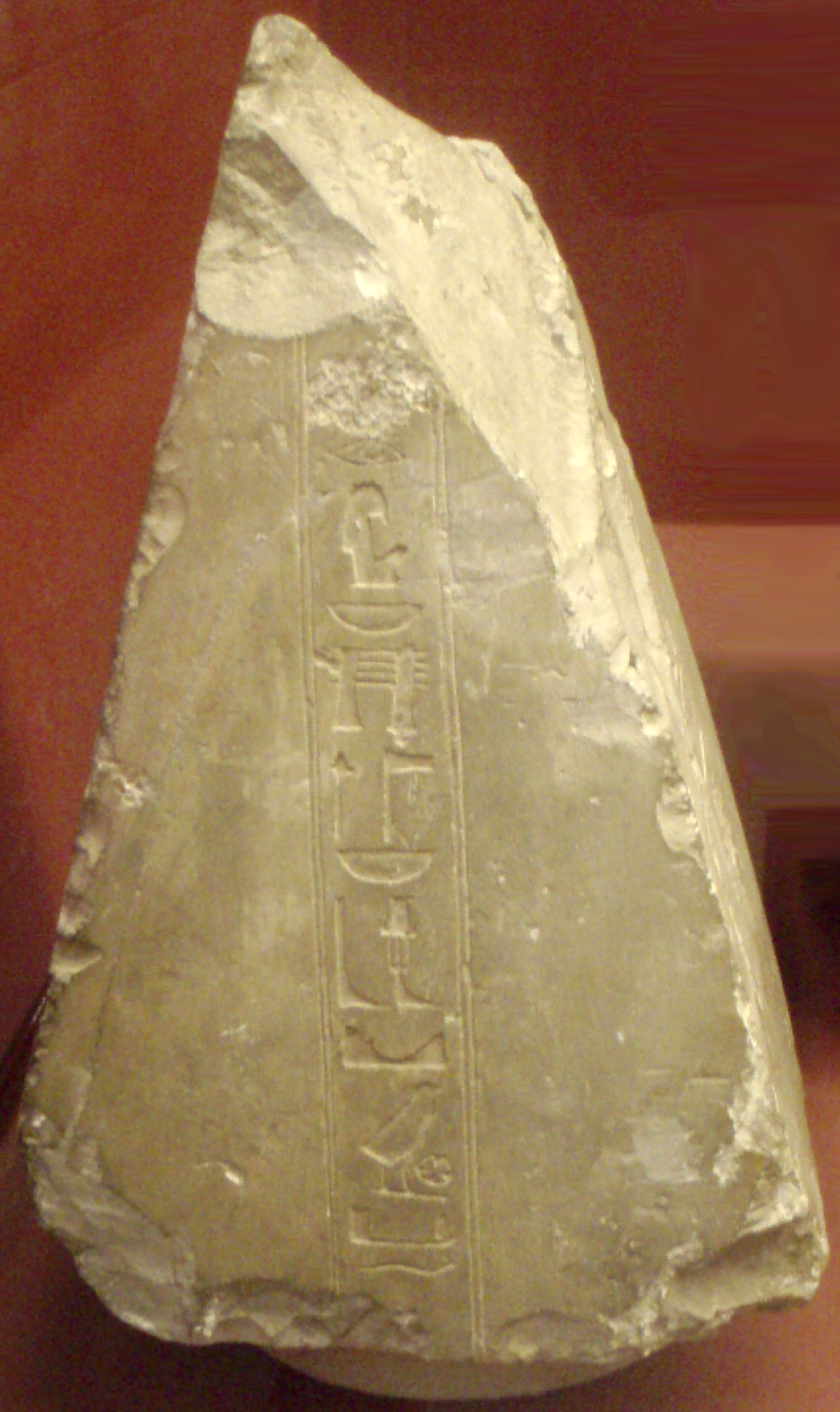
민간인 무덤의 피라미디온
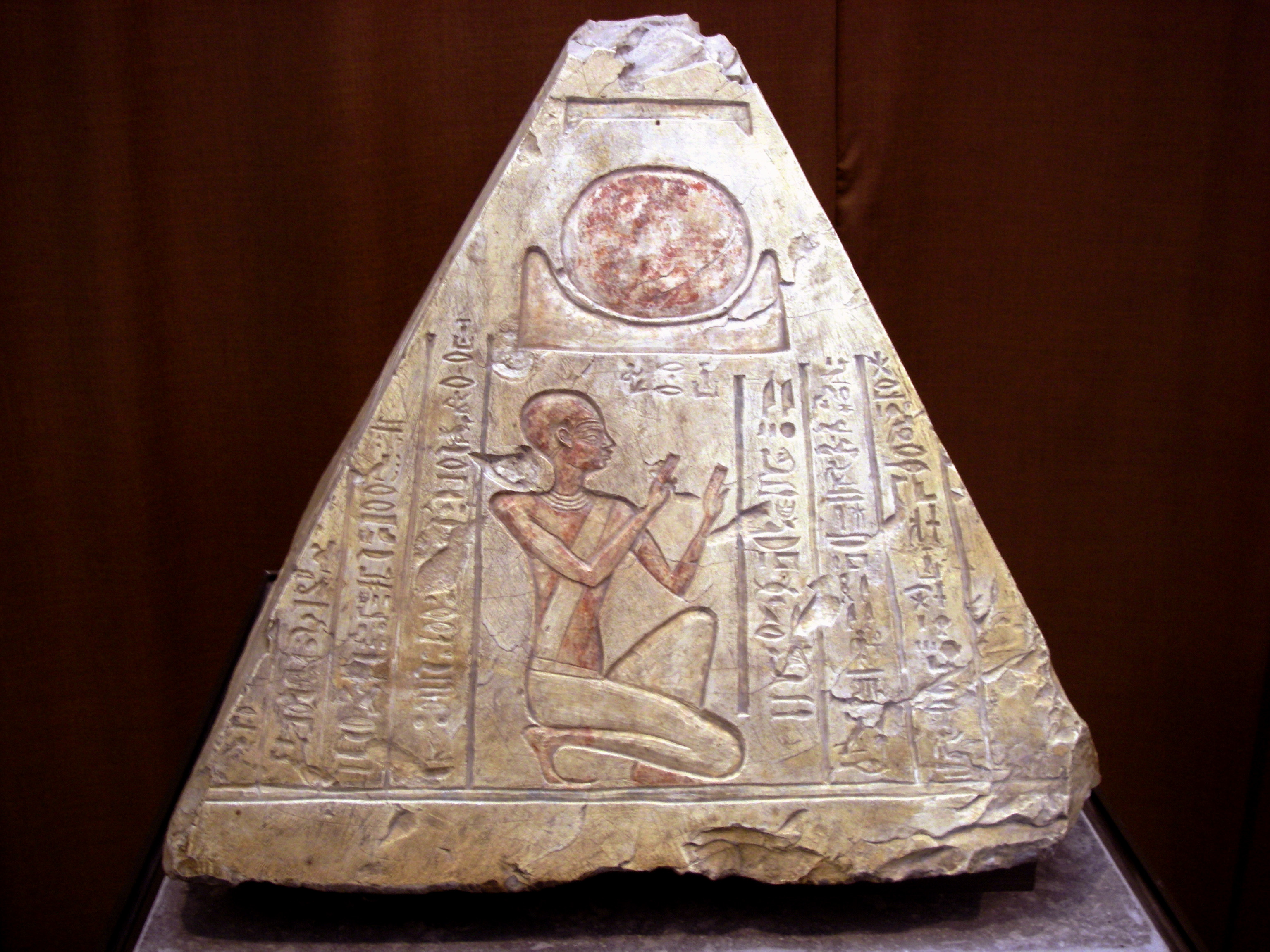
아비도스 레르의 무덤에 있던 피라미디온. 에르미타주 박물관 소장
라모세의 피라미디온. 데르 엘메디나, 기원전 1292년~1190년 이집트 신왕국. 토리노 에기치오 박물관 소장

## 같이 보기
- 이집트 피라미드
- 워싱턴 기념비 - 알루미늄제 피라미디온으로 장식되었다.